# Chris Hayes (hockey sur glace)
 (janvier 2019).
Chris Hayes (né le 24 août 1946 à Rouyn dans la province de Québec au Canada) est un joueur de hockey sur glace. Il évoluait au poste d'ailier gauche.

## Carrière
Il commence sa carrière junior au sein des Ironmen de Pembroke dans la Ligue de hockey junior de l'Ontario (LHJO) en 1963.
De 1964 à 1967, il entre dans le système junior des Bruins de Boston et joue dans la Ligue de hockey de l'Ontario (LHO), pour les Generals d'Oshawa.
Après une interruption de trois saisons, il rejoue dans la Ligue de sport interuniversitaire canadien (CIS) pour le Collège de Loyola en 1970-1971.
Pour la saison 1971-1972, il signe un contrat professionnel avec les Bruins de Boston. Il évolue dans l’équipe des Blazers d'Oklahoma City en Ligue centrale de hockey (LCH), avec en prime un match de demi-finale de série éliminatoire de la Ligue nationale de hockey (LNH) pour le compte des Bruins lors de la saison 1971-1972, gagné 7-2 contre les Blues de Saint-Louis. Grâce à ce match, il a reçu une bague de champion de la Coupe Stanley. À la suite d'un oubli de l’organisation des Bruins, il ne l'a obtenue que 45 ans plus tard, grâce à un ami qui entreprit pour lui toutes les démarches.
Il dispute la saison suivante entièrement en Ligue américaine de hockey (LAH), au sein de l’effectif des Braves de Boston.
En 1973-1974, il dispute le championnat de la LCH, pour le compte des Six-Guns d'Albuquerque.
Sa dernière saison, en 1975-1976, il joue dans la North american hockey league (NAHL) avec les Comets de Mohawk Valley.

## Statistiques
| Saison     | Équipe                  | Ligue      |    | Saison régulière | Saison régulière | Saison régulière | Saison régulière | Saison régulière |   | Séries éliminatoires | Séries éliminatoires | Séries éliminatoires | Séries éliminatoires | Séries éliminatoires |
| Saison     | Équipe                  | Ligue      | PJ | B                | A                | Pts              | Pun              | PJ               | B | A                    | Pts                  | Pun                  |                      |                      |
| 1963-1964  | Ironmen de Pembroke     | LHJO       | -- | --               | --               | --               | --               |                  |   |                      |                      |                      |                      |                      |
| 1964-1965  | Generals d'Oshawa       | LHO        | 44 | 8                | 7                | 15               | 0                |                  |   |                      |                      |                      |                      |                      |
| 1965-1966  | Generals d'Oshawa       | LHO        | 44 | 8                | 14               | 22               | 92               |                  |   |                      |                      |                      |                      |                      |
| 1966-1967  | Generals d'Oshawa       | LHO        | 30 | 3                | 11               | 14               | 57               |                  |   |                      |                      |                      |                      |                      |
| 1970-1971  | Collège de Loyola       | CIS        | -- | 9                | 30               | 39               | 0                |                  |   |                      |                      |                      |                      |                      |
| 1971-1972  | Blazers d'Oklahoma City | LCH        | 4  | 0                | 0                | 0                | 2                |                  |   |                      |                      |                      |                      |                      |
| 1971-1972  | Bruins de Boston        | LNH        |    |                  |                  |                  |                  | 1                | 0 | 0                    | 0                    | 0                    |                      |                      |
| 1972-1973  | Braves de Boston        | LAH        | 63 | 9                | 19               | 28               | 31               | 10               | 2 | 5                    | 7                    | 4                    |                      |                      |
| 1973-1974  | Six-Guns d'Albuquerque  | LCH        | 71 | 20               | 28               | 48               | 118              |                  |   |                      |                      |                      |                      |                      |
| 1975-1976  | Comets de Mohawk Valley | NAHL       | 4  | 1                | 2                | 3                | 2                |                  |   |                      |                      |                      |                      |                      |
| Totaux LNH | Totaux LNH              | Totaux LNH |    |                  |                  |                  |                  | 1                | 0 | 0                    | 0                    | 0                    |                      |                      |